# Prueba de detección del VIH

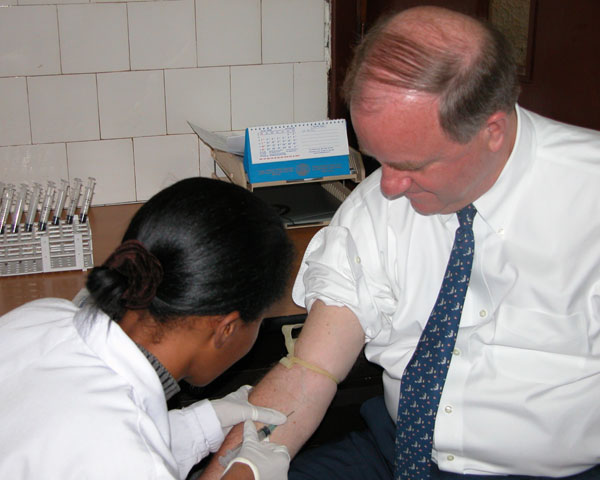
El embajador de Estados Unidos contra el SIDA, Randall Tobias, haciéndose cara al público la prueba del VIH en Etiopía, para luchar contra el estigma de esta práctica.

La prueba de detección del VIH, desde el punto de vista del diagnóstico molecular, consiste en una prueba como ELISA o Western blot, en el que se inmovilizan en el gel proteínas específicas del virus (de la envuelta, la polimerasa, etc.), que interaccionarán con los anticuerpos que ha desarrollado una persona infectada que están presentes en la sangre.
Este complejo proteína-anticuerpo es revelado mediante la adición de un anticuerpo unido a una enzima que produce una reacción colorimétrica. Esta prueba solo permite distinguir entre presencia o ausencia del virus (aunque, según el prospecto del propio test, ni siquiera permite eso), pero no el grado de virulencia, para lo que hay que realizar pruebas de carga viral mediante técnicas de PCR o RT-PCR que permitan cuantificar el n.º de copias del virus por ml, mediante una amplificación específica de zonas concretas de su genoma.

## Periodo ventana
Es importante señalar que si una persona tiene dudas de estar infectada, tiene que esperar algún tiempo antes de realizarse una prueba, ya que la prueba busca la reacción del cuerpo, no el virus. A eso se refiere la expresión Periodo ventana.
Puesto que los anticuerpos contra el VIH tardan algún tiempo en formarse, una prueba de anticuerpos contra el VIH no dará resultados positivos inmediatamente después de que la persona se infecta. La demora típica oscila entre 14 y 21 días, pero varía en cada persona y en la sensibilidad del test que se utilice. Durante este tiempo, llamado “período ventana”, los análisis pueden resultar negativos aunque la persona tenga el virus. Es por eso que cuando hubo una situación de riesgo, si el análisis se hizo durante el período ventana y el resultado fue negativo, se recomienda repetirlo. Es recomendable que a la hora de hacerse la prueba del VIH, se realice una consejería que ayude a la persona a saber si está dentro del período de prueba, en función del tiempo transcurrido entre la última situación de riesgo y el momento de la prueba. 

## Descripción
La prueba del VIH muestra si el virus que causa el sida está presente en la sangre. Una vez que el virus es introducido al cuerpo, el sistema inmunitario comienza a producir anticuerpos. En este caso, los anticuerpos no pueden combatir la infección, pero su presencia es utilizada para detectar si una persona tiene el virus en su cuerpo. En otras palabras, la mayoría de las pruebas para el VIH buscan los anticuerpos que combaten el VIH en lugar de buscar el VIH por sí solo. 
La prueba del VIH más común utiliza la sangre para detectar la infección. También hay pruebas que utilizan saliva u orina. Obtener los resultados de algunas de las pruebas toma varios días, pero la prueba rápida puede dar los resultados en solo 20 minutos. Todas las pruebas que resultan reactivas (o sea, positivas, pero no necesariamente serán positivas al final del proceso de diagnóstico de VIH) deben ser seguidas por otra para confirmar el resultado.
Según la Organización Mundial de la Salud, los estudios llevados a cabo en África Subsahariana demuestran que sólo un 12% de los hombres y un 10% de las mujeres se han realizado una prueba de VIH y recibieron sus resultados. El incremento del conocimiento del estado serológico respecto al VIH es crítico para expandir el acceso oportuno al tratamiento y atención al VIH, y ofrece a las personas viviendo con el VIH una oportunidad para recibir información y herramientas para prevenir la transmisión a otras personas. Es esencial incrementar el acceso a los servicios de prueba de VIH y asesoría para lograr el acceso universal a la prevención, tratamiento y atención del VIH respaldado por los líderes mundiales del G8 en el 2005 y por la Asamblea General de las Naciones Unidas en el 2006.
En América Latina y el Caribe el número de personas que se hace la prueba crece rápidamente. En el 2005, de 772.000 personas de la región conocieron su estado serológico,  según la Organización Panamericana de la Salud. En Brasil, el 25,4% de la población adulta se había hecho la prueba por lo menos una vez en la vida, según una encuesta realizada en el 2004. Entre las mujeres el promedio fue de 30,8% y, entre los hombres, 19,9%.

## Factores a tener en cuenta
Entre los factores que favorecen la expansión de la prueba de VIH están:
- La disminución del estigma y la discriminación.
- La información sobre el mayor acceso al tratamiento.
- La reducción del costo de las pruebas.
- La simplificación de las pruebas.
- La capacitación de asesores.
- La presión de las compañías farmacéuticas, para las que supone un negocio astronómico.

Un grupo de instituciones actuante en América Latina creó la Iniciativa Hazte la Prueba, cuyo objetivo es compartir estrategias para promover la prueba de VIH. De acuerdo con la Iniciativa, algunas de las motivaciones para que las personas accedan a los servicios de prueba de VIH y asesoría son: 
- Conocer el estado serológico.
- Esperanza de tener un resultado negativo.
- Tranquilidad (disminución de la ansiedad causada por la incertidumbre del estado serológico).
- Volver a empezar (se genera una nueva oportunidad para cuidarse responsablemente).
- Acceder a información sobre el virus y sus vías de transmisión.
- Las personas con un resultado negativo pueden protegerse y proteger a los demás de la infección.
- Las personas con un resultado positivo pueden acceder a servicios de atención, tratamiento, apoyo nutricional y psicológico. Asimismo pueden protegerse y proteger a los demás de la infección.
- Reducir el estigma y discriminación y fomentar la solidaridad con las personas con VIH.
- Los indicadores de adversidad psicosocial están asociados con el TMC (Trastorno Mental Común – depresión mayor, ansiedad generalizada y trastorno de pánico) entre las personas que se realizan la prueba del VIH. De forma similar, el haber sufrido violencia de pareja está asociado al trastorno por consumo de alcohol (TCA). Había dos síntomas de EST asociadas con TMC, y el tener transmisiones del VIH y su prevención, estaban asociados con un bajo puntaje en pruebas cognitivas. {Mayston, R; Patel, V; Abas, M}